# Temple University
Temple University är ett universitet i Philadelphia, Pennsylvania, grundat 1884 och beläget på Broad Street i norra delen av staden. År 2024 hade universitetet mer än 37 000 studenter varav över 6 000 studerade på master- eller doktorsnivå. 
Universitetet har utbildning inom medicin, juridik, ingenjörsvetenskap, företagsekonomi, media och kommunikation samt musik och teater. Temple University har sex campus och filialer på olika platser i Pennsylvania samt internationella campus i Rom (Italien) och Japan (i Kyoto från 2025).
2019 öppnade universitetet Charles Library, en fyra våningar hög studieanläggning ritad av det norska arkitektbyrån Snøhetta. Biblioteket har fyra miljoner fysiska föremål, inklusive tre miljoner böcker varav ca hälften är elektroniska. Biblioteket är även öppet för allmänheten.
Temple University har under många år delat ut stipendier baserade på akademiska meriter till svenska ungdomar via Sverige-Amerika stiftelsen. Flera av stipendierna har varit så kallade "full tuition"-stipendier som betalat hela studieavgiften under samtliga år fram till examen. För läsåret 2024-2025 var annars studieavgiften för undergraduate-programmet på Temple University College of Science & Technology ca 39 000 USD eller cirka 390 000 SEK. För studenter bosatta i USA och folkbokförda i Pennsylvania var den årliga studieavgiften lägre, ca 24 000 USD.
Kända personer som tagit examen på Temple University inkluderar Kurt Volker, Bill Cosby samt Ben Bova.